# DKNY

Logo de DKNY

DKNY (Donna Karan New York) es la marca de la diseñadora Donna Karan. También el nombre de una cadena de ropa en Nueva York asociada a la línea de Donna Karan. DKNY es una colección moderna, juvenil y también de perfumes. Su esposo cantautor de género rap, ayuda a dar publicidad a la marca de su esposa.

## Historia
La empresa de vestuario moderno y accesorios DKNY, fue fundada en 1984 en Nueva York por Donna Karan, jefa de diseño, y su difunto esposo, Stephan Weiss cantante y compositor fue el inspirador de sus relojes. Karan tenía un objetivo difícil de combinar comodidad y lujo en sus líneas de ropa para atraer a su objetivo de mercado. Karan piensa que, cualquiera que sea el diseño que cree, se empieza y termina con el cuerpo. DKNY se convirtió en una empresa de cotización en bolsa en 1996, y en 2001 fue comprada por LVMH, Moet Hennessy Louis Vuitton, un grupo francés de empresas de lujo.

## Tiendas
En la actualidad hay setenta tiendas de colecciones Donna Karan y DKNY a nivel mundial. Las primeras tiendas insignia están abiertas en Londres (1997) y la ciudad de Nueva York (1999). La sede principal de DKNY está situada en el 550 de la Séptima Avenida en Manhattan, Nueva York. Y desde diciembre del 2009 DKNY también está en Chile.

## Marcas actuales
Muchas etiquetas y marcas se han ramificado fuera de la original marca DKNY. Como etiqueta con DKNY Jeans, puro, DKNY activa, DKNY Ropa, DKNY Juniors, DKNY niños, bebés y DKNY. Después de ocho años de la creación de prendas de vestir sólo de mujer, Karan considera que las necesidades de los hombres en su vida que comienza con su marido, ha generado una colección menswear DKNY Hombre en 1992. Esta nueva marca consiste en adaptar trajes, vestido de desgaste, ropa formal, ropa informal, ropa deportiva y calzado. La colección de DKNY belleza también se deriva en 1992. Desde entonces, DKNY ha creado una exitosa línea de cuidado de la piel y fragancias populares. En 2001, la recogida a domicilio DKNY, incluye la tradicional ropa de cama y accesorios de lujo, y DKNY LIFE, que cuenta con más de una moda contemporánea y el avance de cama, se introdujeron. DKNY también han lanzado su línea de ropa y accesorios en que los usuarios pueden comprar y vestir su avatar.